# Стивен Лајбут
Стивен Лајбут (енгл. Stephen Laybutt; Lithgow, 3. септембар 1977 — Cabarita Beach, 13. јануар 2024) биo је аустралијски фудбалер.

## Репрезентација
За репрезентацију Аустралије дебитовао је 2000. године. За национални тим одиграо је 15 утакмица и постигао 1 гол.

## Статистика
| Аустралија | Аустралија | Аустралија |
| Год.       | Ута.       | Гол.       |
| ---------- | ---------- | ---------- |
| 2000       | 8          | 1          |
| 2001       | 2          | 0          |
| 2002       | 0          | 0          |
| 2003       | 1          | 0          |
| 2004       | 4          | 0          |
| Укупно     | 15         | 1          |